# Sevenig bei Neuerburg

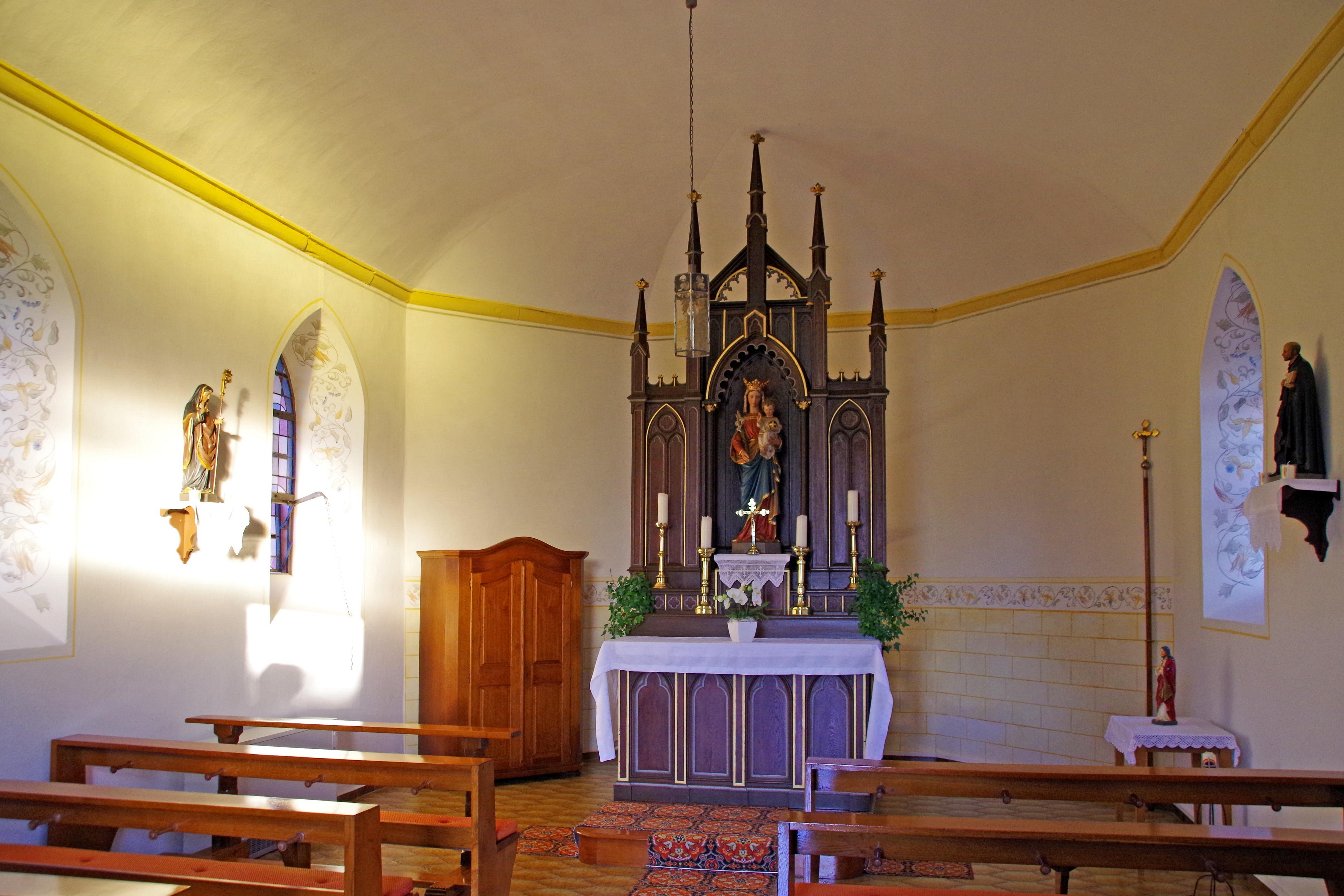
St. Gertrud, Innenraum (1900)

Sevenig bei Neuerburg ist eine Ortsgemeinde im Eifelkreis Bitburg-Prüm in Rheinland-Pfalz. Sie gehört der Verbandsgemeinde Südeifel an.

## Geographische Lage

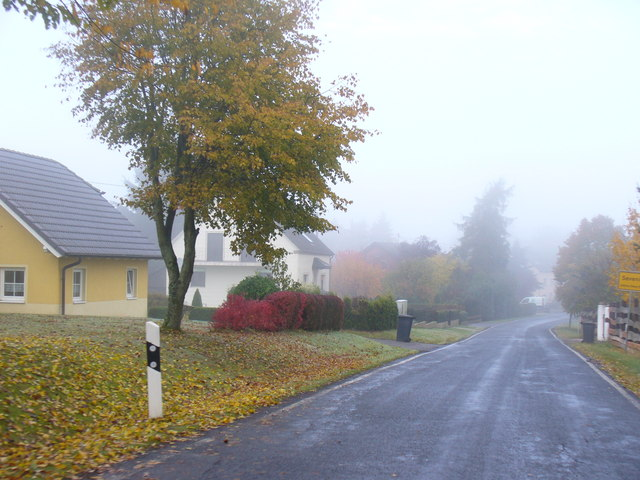
Dorfstraße

Sevenig liegt in der Eifel 3 km von der luxemburgischen Grenze entfernt nahe Preischeid. Der Zusatz „bei Neuerburg“ dient zur Unterscheidung vom 10 km weiter nördlich am Dreiländereck Deutschland–Luxemburg–Belgien gelegenen Sevenig (Our).
Nachbarorte von Sevenig sind die Ortsgemeinden Daleiden im Norden, Karlshausen im Osten, Scheitenkorb im Südosten, Dauwelshausen im Süden, Gemünd und Übereisenbach im Südwesten, Affler im Westen sowie Preischeid im Nordwesten.

## Geschichte
Die erste schriftliche Erwähnung des Ortes erfolgte im Jahre 1310 als Scheninich. 1466 taucht der Ort als Sevenich, im 17. Jahrhundert als Zevenich im Schrifttum auf. Im Jahre 1615 gab es in Sevenig vier Stockgüter, die der Meierei Karlshausen zugehörten. Bis zur  Annexion durch französische Revolutionstruppen 1794/95 war Sevenig Teil der Grundherrschaft von Vianden im Herzogtum Luxemburg. Nach der französischen Inbesitznahme des Linken Rheinufers wurde Sevenig der Mairie Karlshausen im Kanton Neuerburg des Arrondissements Bitburg im Departement der Wälder zugeordnet. Nach der Niederlage Napoleons fiel der Ort 1815 aufgrund der Vereinbarungen auf dem Wiener Kongress an das Königreich Preußen. Aus der Mairie wurde die Bürgermeisterei Karlshausen im 1816 neu errichteten Kreis Bitburg im Regierungsbezirk Trier, der 1822 Teil der neu gebildeten preußischen Rheinprovinz wurde. Die Bürgermeisterei ging 1861 in die Bürgermeisterei Neuerburg-Land auf.
Nach dem Ersten Weltkrieg zeitweise französisch besetzt und nach dem Zweiten Weltkrieg der französischen Besatzungszone zugeordnet, ist der Ort seit 1946 Teil des damals neu gebildeten Landes Rheinland-Pfalz.
Den Namensbestandteil „bei Neuerburg“ erhielt die Gemeinde am 1. Januar 1971.
Bevölkerungsentwicklung
Die Entwicklung der Einwohnerzahl von Sevenig bei Neuerburg; die Werte von 1871 bis 1987 beruhen auf Volkszählungen:
| Jahr | Einwohner |
| ---- | --------- |
| 1815 | 20        |
| 1835 | 44        |
| 1871 | 44        |
| 1905 | 37        |
| 1939 | 44        |
| 1950 | 39        |
| 1961 | 47        |

| Jahr | Einwohner |
| ---- | --------- |
| 1970 | 40        |
| 1987 | 44        |
| 1997 | 54        |
| 2005 | 51        |
| 2011 | 51        |
| 2017 | 48        |
| 2023 | 41        |

## Politik

### Gemeinderat
Der Gemeinderat in Sevenig bei Neuerburg besteht aus sechs Ratsmitgliedern, die bei der Kommunalwahl am 9. Juni 2024 in einer Mehrheitswahl gewählt wurden, und dem ehrenamtlichen Ortsbürgermeister als Vorsitzendem.

### Bürgermeister
Ewald Schoos wurde am 5. August 2019 Ortsbürgermeister von Sevenig. Da bei der Direktwahl am 26. Mai 2019 kein gültiger Wahlvorschlag eingereicht wurde, oblag die Neuwahl des Bürgermeisters gemäß rheinland-pfälzischer Gemeindeordnung dem Rat. Dieser entschied sich auf seiner konstituierenden Sitzung für Schoos. Da für die Direktwahl am 9. Juni 2024 erneut kein Wahlvorschlag eingereicht wurde, Die Neuwahl des Bürgermeisters obliegt nun dem neu gewählten Rat, dessen konstituierende Sitzung für den 22. August 2024 angesetzt wurde.
Die Vorgänger von Schoos waren Bettina Emonts und – von 2000 bis 2013 – Robert Geisen.

### Wappen
| Wappen von Sevenig bei Neuerburg | Blasonierung: „Unter silber-schwarz im Zinnenschnitt geteiltem Schildhaupt mit vier schwarzen Zinnen, Silber durch blauen, erniedrigten Wellenbalken geteilt, darüber rechts mit roter Ulme, links mit roter Kapelle mit Dachreiter und silbernem Eingang und Oculus belegt, im Schildfuß ein grüner Hügel.“ |
| Wappen von Sevenig bei Neuerburg | Wappenbegründung: Im Jahre 1615 gab es in Sevenig vier Stockgüter, die zur Meierei Karlshausen gehörten. Sie werden durch die vier Zinnen im Schildhaupt dargestellt. In Anlehnung an den Namenszusatz "bei Neuerburg" wurden im Schildhaupt die Farben silber und schwarz aus dem Wappen der Stadt Neuerburg übernommen. Sevenig gehörte bis 1794/95 zur Grundherrschaft Vianden, was durch die Farben silber und rot symbolisiert wird. Bei der Ulme handelt es sich um das Naturdenkmal des Ortes. Die Kapelle ist ein bedeutendes Kulturdenkmal Sevenigs und wurde um 1900 eingeweiht. Die Gemarkung des Ortes wird durch den Fluss Irsen und dessen Nebenflüsse Pletschbach, Frönbach und Seveniger Bach begrenzt. Diese werden durch den blauen Wellenbalken im Wappen dargestellt. Der grüne Hügel im Schildfuß verweist auf den höchsten Punkt der Gemeinde auf 505,1 m ü. NHN. Die Farbe grün steht zudem für die Land- und Forstwirtschaft. |

## Kultur und Sehenswürdigkeiten

### Bauwerke
In der Denkmalliste des Landes Rheinland-Pfalz (Stand: 2024) werden folgende Kulturdenkmäler genannt:
- Katholische Filialkirche St. Gertrud, ein 1900 errichteter Saalbau mit Dachreiter
- Hofanlage aus der Mitte des 19. Jahrhunderts

Siehe auch: Liste der Kulturdenkmäler in Sevenig bei Neuerburg

### Naturdenkmal
Eine Ulme beim Hof Munkler ist als Naturdenkmal ausgewiesen.
Siehe auch: Liste der Naturdenkmale in Sevenig bei Neuerburg

## Verkehr
Sevenig liegt an der Landesstraße 1.